# Андре Сайс
Андре Сайс (фр. André Dominique Jerome Pierre Saeys, 20 лютого 1911, Брюгге, Бельгія — 22 березня 1988, Тенерифе, Іспанія) — бельгійський футболіст, що грав на позиції нападника, зокрема, за клуби «Серкль» та «Беєрсхот», а також національну збірну Бельгії.
Триразовий чемпіон Бельгії. 

## Клубна кар'єра
Народився 20 лютого 1911 року. Вихованець футбольної школи клубу «Серкль». Футбольну кар'єру розпочав 1928 року в основній команді того ж клубу, в якій провів сім сезонів. 
Протягом 1935—1936 років захищав кольори команди клубу «Веттерен».
Своєю грою за останню команду привернув увагу представників тренерського штабу клубу «Беєрсхот», до складу якого приєднався 1936 року. Відіграв за команду з Антверпена наступні три сезони своєї ігрової кар'єри.
Завершив професійну ігрову кар'єру у клубі «Серкль», у складі якого вже виступав раніше. Прийшов до команди 1941 року, захищав її кольори до припинення виступів на професійному рівні у 1942.

## Виступи за збірну
Був присутній в заявці збірної на чемпіонаті світу 1930 року в Уругваї, але на поле не виходив
1933 року дебютував в офіційних матчах у складі національної збірної Бельгії. Протягом кар'єри у національній команді, яка тривала 10 років, провів у її формі 9 матчів, забивши 1 гол.
Помер 22 березня 1988 року на 78-му році життя.

## Титули і досягнення
- Чемпіон Бельгії (3):

«Серкль»: 1929–30
«Беєрсхот»: 1937–38, 1938–39